# Charlotte Hornets 2018-2019
La stagione 2018-2019 dei Charlotte Hornets è stata la 29ª stagione della franchigia nella NBA.
Il 10 maggio 2018, viene assunto come capo allenatore James Borrego. La stagione vede i preparativi per i trentanni della franchigia nella NBA, vengono annunciati Muggsy Bogues e Dell Curry come ambasciatori della squadra.
Il 10 giugno 2019, Tony Parker annuncia il suo ritiro dopo diciotto stagioni.

## Draft
| Giro | Scelta | Giocatore        | Ruolo | Nazionalità | Università/Squadra |
| ---- | ------ | ---------------- | ----- | ----------- | ------------------ |
| 1    | 12     | Miles Bridges    | AP    | Stati Uniti | MSU Spartans       |
| 2    | 33     | Devonte' Graham  | P     | Stati Uniti | Kansas Jayhawks    |
| 2    | 55     | Arnoldas Kulboka | AP    | Lituania    | Orlandina          |

## Roster
| \| Pos. \| Num. \| Naz. \| Nome \| Altezza \| Peso \| Data nascita \| Provenienza \| \| ----- \| ---- \| ---- \| ----------------------- \| ------- \| ------ \| ------------ \| --------------------- \| \| AP \| 7 \| \| Bacon, Dwayne \| 201 cm \| 100 kg \| 30–08–1995 \| Florida State \| \| G/AP \| 5 \| \| Batum, Nicolas \| 203 cm \| 91 kg \| 14–12–1988 \| Francia \| \| C \| 8 \| \| Biyombo, Bismack \| 206 cm \| 116 kg \| 28–08–1992 \| RD Congo \| \| AP \| 0 \| \| Bridges, Miles \| 201 cm \| 102 kg \| 21–03–1998 \| Michigan State \| \| G \| 31 \| \| Chealey, Joe (TW) \| 191 cm \| 86 kg \| 01–11–1995 \| College of Charleston \| \| G \| 4 \| \| Graham, Devonte' \| 188 cm \| 84 kg \| 22–02–1995 \| Kansas \| \| C \| 41 \| \| Hernangómez, Willy \| 211 cm \| 109 kg \| 27–05–1994 \| Spagna \| \| AG/C \| 44 \| \| Kaminsky, Frank \| 213 cm \| 113 kg \| 04–04–1993 \| Wisconsin \| \| AP \| 14 \| \| Kidd-Gilchrist, Michael \| 201 cm \| 103 kg \| 26–09–1993 \| Kentucky \| \| G \| 3 \| \| Lamb, Jeremy \| 196 cm \| 84 kg \| 30–05–1992 \| Connecticut \| \| G \| 55 \| \| Macura, J.P. (TW) \| 196 cm \| 92 kg \| 05–06–1995 \| Xavier \| \| P \| 6 \| \| Mack, Shelvin \| 190 cm \| 92 kg \| 22–04–1990 \| Butler \| \| G \| 1 \| \| Monk, Malik \| 190 cm \| 91 kg \| 04–02–1998 \| Kentucky \| \| P \| 9 \| \| Parker, Tony \| 188 cm \| 81 kg \| 17–05–1982 \| Francia \| \| P \| 15 \| \| Walker, Kemba \| 185 cm \| 84 kg \| 08–05–1990 \| Connecticut \| \| AP/AG \| 2 \| \| Williams, Marvin \| 206 cm \| 107 kg \| 19–06–1986 \| North Carolina \| \| AG/C \| 40 \| \| Zeller, Cody \| 213 cm \| 109 kg \| 05–10–1992 \| Indiana \| | Allenatore - James Borrego Assistente/i - Dutch Gaitley - Jay Hernandez - Chad Iske - Nathaniel Mitchell - Ronald Nored - Jay Triano Legenda - (C) Capitano - (FA) Free agent - (S) Sospeso - Infortunato Roster • Transazioni · Ultima transazione: 10–02–2019 |                         |                         |         |        |              |                       |
| Pos. | Num. | Naz.                    | Nome                    | Altezza | Peso   | Data nascita | Provenienza           |
| AP | 7 | Stati Uniti (bandiera)  | Bacon, Dwayne           | 201 cm  | 100 kg | 30–08–1995   | Florida State         |
| G/AP | 5 | Francia (bandiera)      | Batum, Nicolas          | 203 cm  | 91 kg  | 14–12–1988   | Francia               |
| C | 8 | RD del Congo (bandiera) | Biyombo, Bismack        | 206 cm  | 116 kg | 28–08–1992   | RD Congo              |
| AP | 0 | Stati Uniti (bandiera)  | Bridges, Miles          | 201 cm  | 102 kg | 21–03–1998   | Michigan State        |
| G | 31 | Stati Uniti (bandiera)  | Chealey, Joe (TW)       | 191 cm  | 86 kg  | 01–11–1995   | College of Charleston |
| G | 4 | Stati Uniti (bandiera)  | Graham, Devonte'        | 188 cm  | 84 kg  | 22–02–1995   | Kansas                |
| C | 41 | Spagna (bandiera)       | Hernangómez, Willy      | 211 cm  | 109 kg | 27–05–1994   | Spagna                |
| AG/C | 44 | Stati Uniti (bandiera)  | Kaminsky, Frank         | 213 cm  | 113 kg | 04–04–1993   | Wisconsin             |
| AP | 14 | Stati Uniti (bandiera)  | Kidd-Gilchrist, Michael | 201 cm  | 103 kg | 26–09–1993   | Kentucky              |
| G | 3 | Stati Uniti (bandiera)  | Lamb, Jeremy            | 196 cm  | 84 kg  | 30–05–1992   | Connecticut           |
| G | 55 | Stati Uniti (bandiera)  | Macura, J.P. (TW)       | 196 cm  | 92 kg  | 05–06–1995   | Xavier                |
| P | 6 | Stati Uniti (bandiera)  | Mack, Shelvin           | 190 cm  | 92 kg  | 22–04–1990   | Butler                |
| G | 1 | Stati Uniti (bandiera)  | Monk, Malik             | 190 cm  | 91 kg  | 04–02–1998   | Kentucky              |
| P | 9 | Francia (bandiera)      | Parker, Tony            | 188 cm  | 81 kg  | 17–05–1982   | Francia               |
| P | 15 | Stati Uniti (bandiera)  | Walker, Kemba           | 185 cm  | 84 kg  | 08–05–1990   | Connecticut           |
| AP/AG | 2 | Stati Uniti (bandiera)  | Williams, Marvin        | 206 cm  | 107 kg | 19–06–1986   | North Carolina        |
| AG/C | 40 | Stati Uniti (bandiera)  | Zeller, Cody            | 213 cm  | 109 kg | 05–10–1992   | Indiana               |

## Classifiche

### Southeast Division
| Southeast Division | Southeast Division | Southeast Division | Southeast Division | Southeast Division | Southeast Division | Southeast Division | Southeast Division | Southeast Division |
| Squadra            | V                  | S                  | V%                 | PR                 | Casa               | Trasf              | Div                | PG                 |
| ------------------ | ------------------ | ------------------ | ------------------ | ------------------ | ------------------ | ------------------ | ------------------ | ------------------ |
| y – Orlando Magic  | 42                 | 40                 | .512               | 18,0               | 25–16              | 17–24              | 9–6                | 82                 |
| Charlotte Hornets  | 39                 | 43                 | .476               | 21,0               | 25–16              | 14–27              | 10–5               | 82                 |
| Miami Heat         | 39                 | 43                 | .476               | 21,0               | 19–22              | 20–21              | 7–9                | 82                 |
| Wash. Wizards      | 32                 | 50                 | .390               | 28,0               | 22–19              | 10–31              | 7–9                | 82                 |
| Atlanta Hawks      | 29                 | 53                 | .354               | 31,0               | 17–24              | 12–29              | 6–10               | 82                 |

### Eastern Conference
| Eastern Conference | Eastern Conference     | Eastern Conference | Eastern Conference | Eastern Conference | Eastern Conference | Eastern Conference |
| #                  | Squadra                | V                  | S                  | V%                 | PR                 | PG                 |
| ------------------ | ---------------------- | ------------------ | ------------------ | ------------------ | ------------------ | ------------------ |
| 1                  | z – Milwaukee Bucks    | 60                 | 22                 | .732               | –                  | 82                 |
| 2                  | y – Toronto Raptors    | 58                 | 24                 | .707               | 2,0                | 82                 |
| 3                  | x – Philadelphia 76ers | 51                 | 31                 | .622               | 9,0                | 82                 |
| 4                  | x – Boston Celtics     | 49                 | 33                 | .598               | 11,0               | 82                 |
| 5                  | x – Indiana Pacers     | 48                 | 34                 | .585               | 12,0               | 82                 |
| 6                  | x – Brooklyn Nets      | 42                 | 40                 | .512               | 18,0               | 82                 |
| 7                  | y – Orlando Magic      | 42                 | 40                 | .512               | 18,0               | 82                 |
| 8                  | x – Detroit Pistons    | 41                 | 41                 | .500               | 19,0               | 82                 |
|                    |                        |                    |                    |                    |                    |                    |
| 9                  | Charlotte Hornets      | 39                 | 43                 | .476               | 21,0               | 82                 |
| 10                 | Miami Heat             | 39                 | 43                 | .476               | 21,0               | 82                 |
| 11                 | Wash. Wizards          | 32                 | 50                 | .390               | 28,0               | 82                 |
| 12                 | Atlanta Hawks          | 29                 | 53                 | .354               | 31,0               | 82                 |
| 13                 | Chicago Bulls          | 22                 | 60                 | .268               | 38,0               | 82                 |
| 14                 | Cleveland Cavaliers    | 19                 | 63                 | .232               | 41,0               | 82                 |
| 15                 | N.Y. Knicks            | 17                 | 65                 | .207               | 43,0               | 82                 |

## Mercato

### Free Agency

#### Acquisti
| Giocatore   | Contratto             | Provenienza       |
| ----------- | --------------------- | ----------------- |
| J.P. Macura | Two-Way Contract      | Xavier Musketeers |
| Tony Parker | 2 anni - 10 milioni $ | San Antonio Spurs |
| Joe Chealey | Two-way contract      | CofC Cougars      |

#### Cessioni
| Giocatore               | Motivo     | Nuova squadra   |
| ----------------------- | ---------- | --------------- |
| Michael Carter-Williams | Rilasciato | Houston Rockets |
| Marcus Paige            | Rilasciato | Partizan        |
| Treveon Graham          | Rilasciato | Brooklyn Nets   |
| Mangok Mathiang         | Tagliato   | Vanoli Cremona  |

### Scambi
| 21 giugno 2018 | Charlotte Hornets Draft right per Miles Bridges (2018 #12) Scelta 2º giro Draft 2020 (da Cleveland) Scelta 2º giro Draft 2021   | L.A. Clippers Draft right per Shai Gilgeous-Alexander (2018 #11)  |
| 21 giugno 2018 | Charlotte Hornets Draft right per Devonte' Graham (2018 #34) Scelta 2º giro Draft 2020 (da Cleveland) Scelta 2º giro Draft 2021 | Atlanta Hawks Scelta 2º giro Draft 2019 Scelta 2º giro Draft 2023 |
| 6 luglio 2018  | Charlotte Hornets Timofey Mozgov Draft right per Hamidou Diallo (2018 #45) Scelta 2º giro Draft 2021 Cash considerations        | Brooklyn Nets Dwight Howard                                       |
| 6 luglio 2018  | Charlotte Hornets Scelta 2º giro Draft 2019 Cash considerations                                                                 | Oklahoma Thunder Draft right per Hamidou Diallo (2018 #45)        |
| 7 luglio 2018  | Charlotte Hornets Bismack Biyombo (da Orlando) Scelta 2º giro Draft 2019 (da Orlando) Scelta 2º giro Draft 2020 (da Orlando)    | Chicago BullsJulyan Stone (da Charlotte)                          |
| 7 luglio 2018  | Orlando Magic Jerian Grant (da Chicago) Timofey Mozgov (da Charlotte)                                                           |                                                                   |

## Premi individuali
| Assegnato a  | Premio                                       | Data premio             | Ref. |
| ------------ | -------------------------------------------- | ----------------------- | ---- |
| Kemba Walker | Giocatore della settimana Eastern Conference | 16 ottobre - 21 ottobre |      |